# Ad occhi aperti
Ad occhi aperti (Wide Awake) è un film del 1998 diretto da M. Night Shyamalan.
La pellicola narra l'esperienza di un bambino di 10 anni che, perso il nonno al quale era molto legato, si interroga sulla sua scomparsa e va alla ricerca di Dio.

## Trama
Il piccolo Josh si appresta ad affrontare un nuovo anno scolastico, poco dopo aver perso l'amatissimo nonno. Quest'evento lo ha scosso enormemente e, per dare una risposta ai tanti interrogativi esistenziali e religiosi che lo attanagliano, decide che la soluzione possa essere solo una: andare alla ricerca di Dio.
Così, dai colloqui con le insegnanti suore, col prete confessore, con i genitori, con la sorella maggiore e perfino con i suoi compagni, Josh cerca in tutti i modi di capire quale sia la strada che porta a Dio.
Il controverso cammino alla ricerca di Dio, alla fine dell'anno scolastico, farà capire a Josh quanto sia cresciuto, dopo una serie di esperienze vissute con grande consapevolezza. Molte convinzioni che aveva in precedenza verranno ribaltate: pietà, amore, amicizia avranno assunto un significato più pieno rispetto al passato. Questa crescita è stata ottenuta anche a seguito della dolorosa perdita del nonno, che poi, forse, non si è allontanato da lui così tanto.
Nella scena finale, è l'ultimo giorno di scuola. Josh, mentre si avvia a raggiungere i compagni per una fotografia di gruppo, incontra un ragazzino della sua età, mai visto prima. Gli chiede chi sia. Questi gli risponde: "sono venuto a dirti che sta bene". Josh, non capendo a chi si riferisca, gli dice di aspettare un momento, che prima deve fare la fotografia. Si allontana ma si ferma di scatto, folgorato da un'intuizione: parlava di suo nonno... Si volta, ma il ragazzino è sparito. La voce fuori campo di Josh dice che non sempre gli angeli hanno le ali.

## Distribuzione
Questa commedia drammatica di Shyamalan, suo secondo lungometraggio, dovette aspettare ben 3 anni prima di uscire nelle sale americane, mentre in Italia venne distribuita direttamente in home video.